# Talisat
Talizat és un municipi francès situat al departament de Cantal i a la regió d'Alvèrnia-Roine-Alps. L'any 2007 tenia 556 habitants.

## Demografia

### Població
El 2007 la població de fet de Talizat era de 556 persones. Hi havia 226 famílies de les quals 50 eren unipersonals (23 homes vivint sols i 27 dones vivint soles), 69 parelles sense fills, 84 parelles amb fills i 23 famílies monoparentals amb fills.
La població ha evolucionat segons el següent gràfic:
Habitants censats

### Habitatges
El 2007 hi havia 308 habitatges, 225 eren l'habitatge principal de la família, 51 eren segones residències i 32 estaven desocupats. 284 eren cases i 22 eren apartaments. Dels 225 habitatges principals, 174 estaven ocupats pels seus propietaris, 41 estaven llogats i ocupats pels llogaters i 11 estaven cedits a títol gratuït; 13 tenien dues cambres, 35 en tenien tres, 56 en tenien quatre i 122 en tenien cinc o més. 144 habitatges disposaven pel capbaix d'una plaça de pàrquing. A 103 habitatges hi havia un automòbil i a 104 n'hi havia dos o més.

### Piràmide de població
La piràmide de població per edats i sexe el 2009 era:
| Homes | Edats   | Dones |
| ----- | ------- | ----- |
| 4     | 95 o +  | 0     |
| 0     | 90 a 94 | 0     |
| 4     | 85 a 89 | 8     |
| 4     | 80 a 84 | 0     |
| 8     | 75 a 79 | 24    |
| 16    | 70 a 74 | 16    |
| 24    | 65 a 69 | 20    |
| 28    | 60 a 64 | 8     |
| 8     | 55 a 59 | 16    |
| 32    | 50 a 54 | 16    |
| 28    | 45 a 49 | 12    |
| 32    | 40 a 44 | 24    |
| 16    | 35 a 39 | 16    |
| 0     | 30 a 34 | 20    |
| 20    | 25 a 29 | 12    |
| 8     | 20 a 24 | 12    |
| 20    | 15 a 19 | 24    |
| 24    | 10 a 14 | 48    |
| 12    | 5 a 9   | 8     |
| 8     | 0 a 4   | 0     |

## Economia
El 2007 la població en edat de treballar era de 363 persones, 280 eren actives i 83 eren inactives. De les 280 persones actives 257 estaven ocupades (151 homes i 106 dones) i 22 estaven aturades (6 homes i 16 dones). De les 83 persones inactives 29 estaven jubilades, 28 estaven estudiant i 26 estaven classificades com a «altres inactius».

### Ingressos
El 2009 a Talizat hi havia 253 unitats fiscals que integraven 599 persones, la mediana anual d'ingressos fiscals per persona era de 12.821 €.

### Activitats econòmiques
Dels 18 establiments que hi havia el 2007, 1 era d'una empresa extractiva, 1 d'una empresa alimentària, 2 d'empreses de construcció, 7 d'empreses de comerç i reparació d'automòbils, 1 d'una empresa de transport, 1 d'una empresa d'hostatgeria i restauració, 1 d'una empresa immobiliària, 1 d'una empresa de serveis i 3 d'empreses classificades com a «altres activitats de serveis».
Dels 6 establiments de servei als particulars que hi havia el 2009, 1 era un taller de reparació d'automòbils i de material agrícola, 1 fusteria, 1 electricista, 2 perruqueries i 1 restaurant.
Dels 2 establiments comercials que hi havia el 2009, 1 era una botiga de menys de 120 m² i 1 una fleca.
L'any 2000 a Talizat hi havia 52 explotacions agrícoles que ocupaven un total de 3.504 hectàrees.

## Equipaments sanitaris i escolars
El 2009 hi havia una escola elemental.

## Poblacions més properes
El següent diagrama mostra les poblacions més properes.